# Астрагал длиннолепестковый
Астрага́л длиннолепестко́вый, или Астрагал длиннолепе́стный, или Астрагал длинноцветко́вый (лат. Astragálus longipetálus) — полукустарник, вид рода Астрагал (Astragalus) семейства Бобовые (Fabaceae).

## Ареал и среда обитания
Встречается только в Казахстане (северо-запад и в Прибалхашье) и России (Предкавказье, Нижнее Поволжье, Заволжье, на юго-западе Западной Сибири, низовья Дона). Предпочитает расти на открытых сухих песках — на песчаных надпойменных террасах, выходах песка на склонах долин.

## Описание
Многолетние растения. Бесстебельное с более или менее толстым многоглавым корнем. Размер листа от 8 до 20 см, оттопыренно-мохнатые с несколькими скученными розеточными побегами, листочки их в числе 11—15 пар, эллиптические или яйцевидные, на верхушке тупые, сверху гладки, с низу покрыты волосками. Цветы на коротких от 3 до 5 см оттопыренно-мохнатых цветоносах, образуют небольшие кисти. Цвет — бледно-жёлтый. Боб голый, овальный, 2,5 на 1,5 см с твердыми кожистыми стенками на ножке.

## Охрана
Включен в Красные Книги следующих субъектов России: Калмыкия, Ростовская область, Саратовская область, Ставропольский край.